# Bund Deutscher Bibelkreise
Der Bund Deutscher Bibelkreise war ein Dachverband für Gruppen evangelischer Schüler aus Deutschland. Seine Arbeit als eigenständiger Jugendverband endete in den 1970er-Jahren. In den Landeskirchen der EKD übernahm die Evangelische Schülerarbeit (in der Regel ein Arbeitszweig des jeweiligen Landesjugendpfarramtes) die Arbeit mit den Schülerinnen und Schülern. Der Bund Deutscher Bibelkreise (BK) e. V. ist heute ein Verein ehemaliger Mitglieder der Schülerbibelkreise („BK“) in den westlichen Gliedkirchen der EKD und auch der Schülerarbeit des Bundes der Evangelischen Kirchen in der DDR. Der Verein trifft sich jeweils im Herbst zu viertägigen Jahrestagungen in wechselnden Orten. Im Jahr 2021 fand die letzte Jahrestagung des BK statt. Es wurde beschlossen, die Arbeit des Bundes einzustellen und auf die Fortgeltung der Gemeinnützigkeit zu verzichten. Der BK bleibt als inaktive Rechtsgröße erhalten.
Die aktiven Evangelischen Schülerarbeiten der Landeskirchen sind heute zusammengeschlossen in der Arbeitsgemeinschaft Evangelische Schülerinnen- und Schülerarbeit (AES) mit Sitz in Hannover. Der BK sieht die AES als seine Nachfolgeorganisation an. 

## Geschichte
Die Wurzeln des Bundes Deutscher Bibelkreise reichen zurück in das Jahr 1883 in Elberfeld. Der Student Wilhelm Weigle und die Gymnasiasten Alfred Christlieb und Fritz Mockert taten sich zu einem „ernsten Bunde“ zusammen und bildeten das erste „Bibelkränzchen“. Dieser Ausdruck war damals üblich für unterschiedliche Interessengruppen, die sich an höheren Schulen bildeten. Weigle gründete kurz danach in Berlin zwei weitere Bibelkränzchen. Die Idee verbreitete sich rasch, und weitere Bibelkränzchen an höheren Schulen im ganzen deutschen Reichsgebiet wurden gegründet. Selbstverständlich konnten nur männliche Schüler beitreten. Dies blieb so bis zur Auflösung des BK fast hundert Jahre später.
Der BK war eine eigenständige Vereinigung in der Kirche. In der Bewegung schlossen sich Gymnasiasten der Oberstufen zusammen, um gemeinsam Glaubens- und Lebensentscheidungen zu treffen. Es ging den Gründern um den „Kampf gegen einen verkehrten Klassengeist, Kneiperei, Mogelei und alles Ungöttliche“. Grundlegend war das Lesen und Auslegen der Bibel und das Glaubenszeugnis erwachsener Gäste im Jugendkreis. Auffallend ist auch, dass es immer ein unproblematisches Miteinander von erwachsenen zumeist ehrenamtlich tätigen Leitern und Gymnasiasten gegeben hat.
Schon 1898 erschien die erste Arbeitshilfe zum Lesen der Bibel: „Suchet in der Schrift“. Dies war eine Anleitung zum täglichen Bibellesen mit einem Textplan für ein Jahr. Erst 1968 wurde diese Reihe eingestellt.
Auch das gemeinsame Singen als Echo des Bibelworts war für die Bibelkreise wesentlich. Das B.K.-Liederbuch wurde ab 1913 in mehreren erweiterten Auflagen von Paul Sturm (1890–1946) herausgegeben.

### Bis zum Ersten Weltkrieg
Die Ausweitung der Bewegung auf andere Orte in Deutschland war von vornherein in den Gründungsgedanken eingeschlossen und vollzog sich auf Grund des Grundsatzes, dass jeder beitreten konnte, der sich dem „ernsten Bunde“ anschließen wollte. Schon früh im Jahr 1884 wurde der überregionale „Bund der Bibelkränzchen“ gegründet.
1888 gab es 15 Kreise mit etwa 200 Mitgliedern, 1903 waren es 45 Kreise mit etwa 1000 Mitgliedern und 1913 bestanden 290 Kreise mit etwa 12.000 Mitgliedern. Das war die eigentliche Gründungszeit für den BK. Pfarrer oder Lehrer übernahmen die Leitung, hauptamtliche „Reisesekretäre“ gab es nur wenig. Ältere Gymnasiasten leiteten Gruppen Jüngerer.

### Zwischen den Kriegen bis zur Auflösung 1933
1915 wurde der Begriff „Bibelkränzchen“ durch „Bibelkreis“ unter Beibehaltung der Abkürzung „BK“ ersetzt. Im gleichen Jahr ließ sich auch eine entscheidende Weichenstellung feststellen: In einer Auseinandersetzung mit der neu aufgekommenen Wandervogelbewegung kam es zu einer Neugestaltung. Die pietistische Grundströmung der bisherigen Tradition des BK trat in Konkurrenz zu der höheren Eigenständigkeit der Mitglieder in der Wandervogelbewegung. Fritz Mockert, der damalige Generalsekretär, lehnte die „Jugendbewegung“ ab und hielt daran fest, dass der BK eine „Leiterbewegung“ und ein „Missionswerk“ sei. Nach dem Ersten Weltkrieg kam es auf Grund dieser Gegensätze in Württemberg zu einer Teilung des BK. Ein erheblicher Teil derer, die Erneuerung im Sinne der Jugendbewegung wollten, schlossen sich zum Bund der Köngener zusammen.
1921 fand die erste Reichstagung des BK auf der Burg Gleichen in Thüringen statt. Die Gegensätze zwischen den „Alten“ und den Erneuerern konnten nicht beseitigt werden. Allerdings blieb man im Gespräch. Die folgenden Reichstagungen in Blankenburg, Harz, 1925 (850 Teilnehmer) und 1928 (600 Teilnehmer) zeigen jedoch, dass sich der Geist der Jugendbewegung durchsetzte. 1928 war auch das Jahr der Umbenennung in „Bund Deutscher Bibelkreise (BK)“. Dieser Bund gab sich eine der Jugendbewegung entsprechende „bündische“ Form. Das allerdings war nur eine Anerkennung des Faktischen: Von den Gruppen her hatte sich das Bündische über die Landeszusammenschlüsse („Gauverbände“) bis in den Bund durchgesetzt. Zunehmend verbreitete es sich, dass der Einzelne unter einem „Verspruch“ feierlich in die Mitgliedschaft aufgenommen wurde. Er trug als Kluft ein graues Hemd. Als gemeinsames Zeichen galt fortan das Schwertkreuz. Mit dem Reichslager 1931 in Greitz wurden auch die Mittelstufenschüler zu vollwertigen Mitgliedern. Die Auseinandersetzungen um das Gedankengut des Nationalsozialismus begannen.
1933 betrug die Mitgliederzahl im Reichsverband etwa 17.000. Im Sennelager bei Bielefeld fand die Reichstagung in Form eines Zeltlagers mit 5.000 Teilnehmern statt. Es wurde das 50-jährige Jubiläum begangen. Ein Filmdokument („Reichstagung des Bundes Deutscher Bibelkreise 1883–1933“) zeigte das Nebeneinander von Schwertkreuz- und Hakenkreuzfahne. Das ist insofern symptomatisch, weil die Auseinandersetzung um die „nationale Erneuerung“ andauerte. Diese war nicht beendet, als Ende 1933 ein Vertrag zwischen der Hitlerjugend und Reichbischof Ludwig Müller geschlossen wurde. Danach blieb den Jugendverbänden nur die Wahl zwischen der Eingliederung in die Hitlerjugend oder der Auflösung. Der BK wählte die Auflösung des Bundes und existierte nun in Gemeindegruppen unter dem Schutz der Pfarrämter weiter. Dieses teilte der damalige Reichswart Udo Smidt am 5. Februar 1934 mit dem so genannten „grauen Brief“ den Landesverbänden und Gruppen mit. Das gemeinsame Band wurde – bis zu ihrem Verbot durch die Gestapo 1938 – durch die Mitgliederzeitschrift „Jungenwacht“ aufrechterhalten. Mit dem Jahr 1934 wurde sie das gemeinsame Mitteilungsblatt nicht nur des Bund Deutscher Bibelkreise, sondern auch der Christlichen Pfadfinderschaft und des Bundes christdeutscher Jugend.

### Nach dem Zweiten Weltkrieg
Anfänglich hießen die Kreise Jungenwacht-Kreise in Erinnerung daran, dass die Jungenwacht das verbindende Band der Gruppen gewesen war. Ab 1947 erscheint die Jungenwacht wieder. Unter anderem Hermann Ehlers – später Bundestagspräsident – machte sich verdient um die Neugründung des BK.
Der Neuanfang nach dem Kriege war gekennzeichnet durch die „Mannigfaltigkeit“ der Formen der Schülergruppen. Niedersachsen war beispielsweise deutlich bündisch geprägt. In Westfalen und Rheinland bildeten sich Schülerbibelkreise und in Schwaben gehörten die Gruppen zur Gemeindejugend. Insgesamt war festzustellen, dass die Bindung an Kirche und Gemeinde wuchs und die Eigenständigkeit des Bundes in den Hintergrund trat. So wurde zum Beispiel auch das Kreuz auf der Weltkugel das gemeinsame Zeichen für die gesamte Evangelische Jugend in Deutschland. Die im Dritten Reich unter dem Druck des Staates gewachsene Gemeinsamkeit („Verkirchlichung“) trug hier Früchte.
Die erste Reichstagung fand in Göttingen 1948 statt. Hauptredner war der Alt-BKler und Theologieprofessor Otto Weber. Die zweite Reichstagung fand 1950 in Marburg statt. Die Hauptreferate hielten Landesbischof Hanns Lilje und der damalige Bundesinnenminister und Präses der Synode der EKD Gustav Heinemann. Bei beiden Tagungen setzten sich die unterschiedlich geprägten Gruppen über die Form ihrer Arbeit auseinander. Den Älteren waren die verbindlichen Formen (das „Bündische“) Ausdruck ihrer Identität und Merkmal des gemeinsamen Denkens und Strebens und des Lebensstils. Viele Jüngere wollten sich bei allem Verständnis für die Älteren diesen Formen nicht unterwerfen.
1952 fand die dritte Reichstagung nach dem Kriege statt. In allen Landeskirchen hatte nun der BK wieder Fuß gefasst. Das galt auch für die östlichen Landeskirchen in der DDR. Die Frage nach der äußeren Form (Kluft) bleibt weiter in der Debatte. Die alte Frage nach dem BK als „Leiterbewegung“ trat in neuem Gewande auf: Der Bund Deutscher Bibelkreise sollte nicht nur ein Zusammenschluss der Leiter sein, sondern suchte nach einer Gemeinschaft der Kreise. Nach wie vor suchte Schülerarbeit auch in dieser Zeit nach Verbindlichkeit in regelmäßig tagenden Jungenkreisen und Kontakten zu anderen Gruppen wie vor allem auf den Reichstagungen. 1952 betont die Reichsvertreterversammlung des BK (Delegiertenversammlung), dass bei allem Streit um die äußeren Formen und bei aller Unterschiedlichkeit die Bibelarbeit und die daraus erwachsende Lebensgemeinschaft junger Christen das allen gemeinsame Kennzeichen sei. Neben der Form der verbindlichen Gruppe entstanden nun nach und nach neue Formen der evangelischen Schülerarbeit: Schulvorträge, Schülerdiskussionen, religiöse Schulwochen und andere Formen des missionarischen Dienstes an den Schulen.
Die Pfingsttagung in Celle 1954 richteten die „Evangelischen Jungenschaften BK“ Niedersachsens als bündisches Zeltlager aus. Die bündischen Gruppen bezeichneten sich inzwischen als „Jungenschaften“ und führten das „BK“ im Namen mit.
1957 fand in Siegen eine Pfingsttagung statt, 1960 in Göttingen, 1963 in Duisburg, 1966 in Frankfurt, 1969 in Duisburg und 1983 wurde das 100-jährige Jubiläum in Wuppertal und Berlin begangen. Aus diesem Anlass erschien der Sammelband Evangelische Schülerarbeit in 100 Jahren.

### Vom „Bund“ zur Arbeitsgemeinschaft in der Kirche in den 50er- und 60er-Jahren
Der BK verstand sich zunehmend als der Arbeitszweig der Kirche, der die Botschaft von Jesus Christus unter den Schülern verbreitete. Die Landeskirchen unterstützten die Entwicklung durch die Einrichtung eigenständiger Schülerpfarrämter in den Landesjugendpfarrämtern. Damit musste der Gedanke des eigenständigen „Bundes“, der unabhängig und manchmal sogar gegenüber der Kirche war, in den Hintergrund treten. In der zweiten Hälfte der 1950er-Jahre standen sich zwei Ausprägungen der Schülerarbeit gegenüber. Einerseits war da der nach verbindlicher Form suchende Schülerverband aus Gruppen und Landesverbänden und andererseits existierte bereits die von einem Trägerkreis begleitete und landeskirchlich institutionell gestützte offene Schülerarbeit.
Auch in der Begrifflichkeit drückt sich der Wandel aus: Aus den „Reichstagungen“ wurden „Pfingsttagungen evangelischer Schüler“. 1964 wurde die Jugendzeitschrift „Jungenwacht“ von der Zeitschrift „Motive“ abgelöst. Die „Motive“ machten es sich u. a. zur Aufgabe, historisch-kritische Theologie den Oberstufenschülern bekannt zu machen. Die Arbeitsgemeinschaft der Hauptamtlichen des BK wurde erweitert zur „Konferenz der Arbeitsgemeinschaft für Evangelische Schülerarbeit“, die die Hauptamtlichen der Landeskirchen und auch die Schülerinnenarbeit einbezog. Sie hielt Kontakt zur Leitung der Studentengemeinden.
1967 wurde der Peter-Hammer-Verlag gegründet. Er wurde von Hermann Schulz geleitet. Er löste nach zehn Jahren Parallelarbeit den Jugenddienst-Verlag, den Verlag des BK ab. Lange Jahre war Johannes Rau – späterer Bundespräsident – Leiter des Jugenddienstverlages gewesen. Das Programm des Peter-Hammer-Verlages arbeitete eigenständig als der Kirche dem BK nahestehender Verlag und diente nicht mehr wie sein Vorgänger als Arbeitshilfe dem BK. Anfänglich widmete sich der Peter-Hammer-Verlag der Diskussion um die Solidarität mit den Befreiungsbewegungen im Ökumenischen Rat der Kirchen und der internationalen Studentenbewegung. Ein Schwerpunkt lag lange Zeit auf lateinamerikanische Literatur.
In den 1960er-Jahren mussten die Schülerarbeiten in West und Ost ihre intensive Zusammenarbeit mehr und mehr aufgeben, um den politischen und kirchlichen Entwicklungen Rechnung zu tragen.

### Die Arbeitsgemeinschaft Evangelischer Schülerinnen und Schülerarbeit (AES)
1967 gab sich die Schülerarbeit eine neue Ordnung, die den Entwicklungen unter der Schülerschaft Rechnung tragen soll. 1972 hatte die „Arbeitsgemeinschaft Evangelische Schülerinnen- und Schülerarbeit (AES)“ den Anspruch, alle Formen von Schülerarbeit in Verbänden oder als landeskirchliche Arbeit in sich zu vereinigen und nach außen zu vertreten. Die Übergänge von z. T. bündisch geprägter Jugendarbeit zu landeskirchlich angebotener offener Schülerarbeit beschleunigten sich durch die Studentenbewegung in der Folge des Jahres 1968. Dies geschah je nach Prägung der Arbeit unter mehr oder weniger großen Konflikten.
Im Jungenwachtrundbrief 13/2011 berichtete Wolfgang Wild über das Treffen der Ehemaligen der Evangelischen Jungenschaft BK Niedersachsen. Dort findet sich folgende Passage zu diesem Thema: „In der Aussprache suchten die ehemaligen BKler nach konkreten Gründen für das „Zerbröseln“ der Ev. Jungenschaft. Ein Erklärungsgrund könne sein, dass die erste Generation von erwachsenen Leitern der Ev. Jungenschaft nach dem Zweiten Weltkrieg, die z. T. noch selbst als Jungen den BK erlebt hätten, die Arbeit hätten abgeben wollen, nachdem die eigenen Söhne der Jungenschaft entwachsen seien. Es seien nicht genügend erwachsene Nachfolger gefunden worden. Der BK sei immer sehr personenbezogen geführt worden. Ein anderer Erklärungsgrund wurde darin vermutet, dass die Ev. Jungenschaft traditionell eine reine Jungenorganisation gewesen sei. Auf diese Herausforderung habe die Christliche Pfadfinderschaft beispielsweise durch den Zusammenschluss mit den Ev. Mädchenpfadfinderinnen schneller reagiert. Aber auch das erkläre nicht hinreichend, warum die Pfadfinderschaft noch heute existiere und floriere und der BK nicht.“

### Die jüngere Geschichte des Bundes Deutscher Bibelkreise
Der Bund Deutscher Bibelkreis (BK) wurde nach dem Zweiten Weltkrieg als eingetragener Verein wieder aktiviert. Er verwaltete das Vermögen und den BK-Verlag. Ab den 1960er-Jahren wurde er zur Sammelbewegung ehemaliger haupt- und ehrenamtlicher Mitarbeiter im BK. In den 1980er-Jahren übernahm er die Pflege der Kontakte zur Evangelischen Schülerarbeit in der DDR. Nach Johannes Schlingensiepen übernahm Werner Brölsch den Vorsitz des Vereins. Unter seiner Führung wurde der Bund auch Forum für das Gespräch der Generationen.
Ihm folgten Harm de Vries, Dieter Qualmann und Jürgen Schroer, die alle Reichswarte bzw. Generalsekretäre des BK und der AES waren. 2003 übernahm einer der ehemaligen Landeswarte der Evangelischen Jungenschaft BK Niedersachsen, Peter Tidow, das Amt des Vorsitzenden. 2011 wurde er von Rainer Triller, dem ersten Nichttheologen und Ehrenamtlichen abgelöst. Ab 1998 erstellte Ingo Holzapfel im Auftrag des BK-Vorstandes den „Jungenwacht Rundbrief-Neue Folge“ als etwa jährlich erscheinendes Mitteilungsblatt des Bundes. Ab 2002 mit der Nr. 5 übernahm Wolfgang Wild diese Aufgabe.
BK und AES hielten mit der Zeit zunehmend guten Kontakt. Die AES sah im BK ihr Fundament in der Geschichte, und der BK in der AES seine Nachfolgerin in der Arbeit mit Schülerinnen und Schülern in veränderter Gesellschaft und Schule. Das führte sogar dazu, dass der BK als eingetragener Verein Rechtsträger der AES als Jugendverband wurde. So war der BK beispielsweise einige Jahre Arbeitgeber für die Mitarbeitenden in der Geschäftsstelle der AES. Im Jahr 2006 kam es zur Zusammenlegung der Geschäftsstellen der AES (Berlin) und der Arbeitsgemeinschaft der Evangelischen Jugend in Deutschland (aej) in Hannover. Der Hintergrund waren Sparbemühungen der EKD. Sie stellte durch ihre Zuschüsse die Arbeit der Geschäftsstelle der AES in Berlin sicher. Damit endete auch die Rechtsträgerschaft des BK, die auf die aej überging.

### Gegenwart
Im Jahr 2008 begingen BK und AES das 125-jährige Jubiläum. Eine gemeinsame Abschlussveranstaltung am 1. Advent in Berlin beschloss eine Reihe von Veranstaltungen in den Länderschülerarbeiten. Aus Anlass des Jubiläums wurde 2010 die Publikation „Vom ‚Bibelkränzchen’ zur AES, 125 Jahre Evangelische Schülerinnen- und Schülerarbeit“ herausgebracht. Zugleich wurde eine DVD mit dem Titel „Lebenskünstlerin – Evangelische Schülerinnen- und Schülerarbeit im Wandel der Zeit – 1883–2008“ unter Koordination von Sophia Becker erstellt.
Verbunden mit dem Verein ist die „Stiftung Bund Deutscher Bibelkreise,“ die ein Vermögen von mehr als einer halben Million Euro verwaltet. Die Erlöse fließen dem Bund Deutscher Bibelkreise, der Arbeitsgemeinschaft für Evangelische Schülerarbeit und der Evangelischen Schülerarbeit BK Berlin zu. Letztere ist die einzige noch funktionierende bündische Jugendarbeit des BK mit mehreren Gruppen. Sie unterhält ein eigenes Mitteilungsblatt „bk-nachrichten“.
Der BK bemüht sich zurzeit um die Wiederbelebung des Fördervereins „Jugenddienst-Verlag e. V.“ Der Jugenddienstverlag wurde aufgelöst. Seine Bestände und Verbindlichkeiten übernahm der zwischenzeitlich gegründete Peter-Hammer-Verlag in Wuppertal. Der Jugenddienst-Verlag e. V. hat (entsprechend der Tradition des Jugenddienst-Verlages) das Ziel, die Landesschülerarbeiten und die AES in ihrem Bemühen, Medien für die Schülerarbeit zur Verfügung zu stellen, zu unterstützen und kann gegebenenfalls auch als eigenständiger Herausgeber fungieren.
Die Zukunft des BK ist allerdings begrenzt. Mit dem Ableben seiner Mitglieder, von denen die jüngsten als Schüler und Studenten Ende der 1960er-Jahre aktiv waren, wird auch der BK seine Arbeit in die Hände der AES übergeben. Es gibt bereits Anzeichen, dass die AES für ihre eigene Ehemaligenarbeit Chancen sieht, sich der Möglichkeiten des Bundes Deutscher Bibelkreise zu bedienen.